# Verbandsliga 1903-1904
L'edizione 1903-04 della Verbandsliga non venne portata a termine a causa delle proteste sollevate dal Karlsruher FV. La società lamentò che le partite non furono disputate in campo neutro come concordato.

## Partecipanti
| Club                | Città      | Stagione precedente                              |
| ------------------- | ---------- | ------------------------------------------------ |
| Amburgo             | Amburgo    | 1° in Hamburg-Altonaer Fußballverbandes          |
| Berliner SV 1892    | Berlino    | 1° in Verbandes Berliner Ballspiel-Vereine       |
| Duisburg            | Praga      | 1° in Rheinisch-Westfälischen Spielverbandes     |
| Hannover 96         | Hannover   | 1° in Verbandes Hannoverscher Fussballvereine    |
| Hessen Kassel       | Kassel     | 1° in Verbandes Casseler Ballspiel-Vereine       |
| Karlsruher FV       | Karlsruhe  | 1° in Verbandes Süddeutscher Fußball-Vereine     |
| VfB Lipsia          | Lipsia     | 1° in Verbandes Mitteldeutscher Ballspielvereine |
| Viktoria Magdeburgo | Magdeburgo | 1° Verbandes Magdeburger Ballspiel-Vereine       |

## Fase finale

### Quarti di finale
| Squadra 1        | Risultato | Squadra 2           |
| ---------------- | --------- | ------------------- |
| Amburgo          | 11 - 0    | Hannover 96         |
| Berliner SV 1892 | 6 - 1     | Karlsruher FV       |
| Duisburg         | 5 - 3     | Hessen Kassel       |
| VfB Lipsia       | 1 - 0     | Viktoria Magdeburgo |

### Semifinali
| Squadra 1  | Risultato   | Squadra 2        |
| ---------- | ----------- | ---------------- |
| Amburgo    | 1 - 3       | Berliner SV 1892 |
| VfB Lipsia | 3 - 2 (dts) | Duisburg         |

### Finale
| Squadra 1  | Risultato | Squadra 2        |
| ---------- | --------- | ---------------- |
| VfB Lipsia | -         | Berliner SV 1892 |